# Dramatic (押尾コータローのアルバム)
『Dramatic』（ドラマティック）は、日本のギタリスト、押尾コータローの2枚目のオリジナル・アルバム。
2003年6月18日に東芝EMI/EASTWORLDから発売された。2010年11月24日に廉価再発売。

## 解説
押尾のメジャー2作目。押尾の代表曲である「風の詩」や、パッヘルベル作曲の「カノン」、ラヴェル作曲の「ボレロ」など、全11曲収録されている。

## 収録曲
| #         | タイトル                 | 作詞      | 作曲                 | 時間 |
| --------- | ------------------------ | --------- | -------------------- | ---- |
| 1.        | 「SPLASH」               |           | 押尾コータロー       | 3:46 |
| 2.        | 「太陽のダンス」         |           | 押尾コータロー       | 3:58 |
| 3.        | 「風の詩」(かぜのうた)   |           | 押尾コータロー       | 4:03 |
| 4.        | 「ハッピー・アイランド」 |           | 押尾コータロー       | 4:14 |
| 5.        | 「カノン」               |           | ヨハン・パッヘルベル | 4:07 |
| 6.        | 「ボレロ」               |           | モーリス・ラヴェル   | 4:58 |
| 7.        | 「空はキマグレ」         |           | 押尾コータロー       | 3:05 |
| 8.        | 「約束」                 |           | 押尾コータロー       | 5:20 |
| 9.        | 「Chaser」               |           | 押尾コータロー       | 3:59 |
| 10.       | 「プロローグ」           |           | 押尾コータロー       | 2:39 |
| 11.       | 「again...」             |           | 押尾コータロー       | 4:21 |
| 合計時間: | 合計時間:                | 合計時間: | 44:30                |      |